# Вельгендри-э-Левресе
Вельгендри́-э-Левресе́ (фр. Velleguindry-et-Levrecey) — коммуна во Франции, находится в регионе Франш-Конте. Департамент — Верхняя Сона. Входит в состав кантона Се-сюр-Сон-э-Сент-Альбен. Округ коммуны — Везуль.
Код INSEE коммуны — 70535.

## География

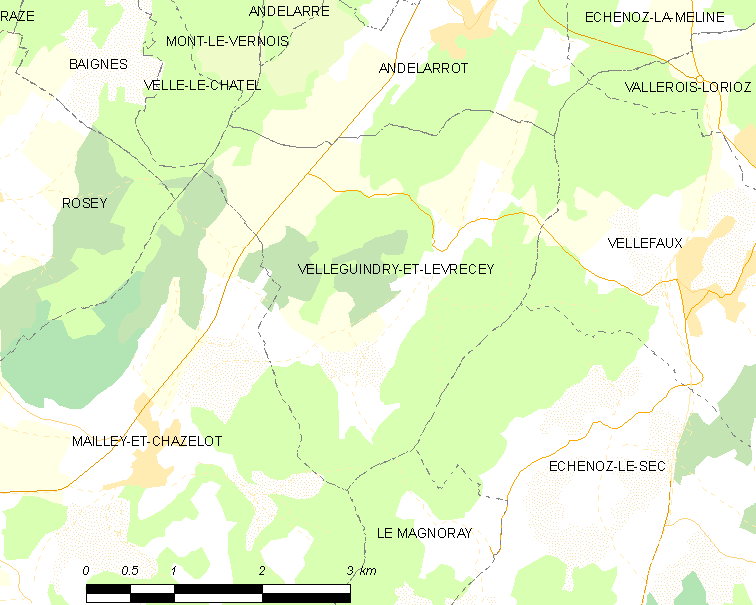
Карта коммуны

Коммуна расположена приблизительно в 320 км к юго-востоку от Парижа, в 36 км севернее Безансона, в 9 км к юго-западу от Везуля.
Около половины территории коммуны занимают леса.

## Население
Население коммуны на 2010 год составляло 156 человек.
| 1962 | 1968 | 1975 | 1982 | 1990 | 1999 | 2010 |
| ---- | ---- | ---- | ---- | ---- | ---- | ---- |
| 81   | 88   | 108  | 106  | 125  | 148  | 156  |

## Экономика
В 2010 году среди 110 человек трудоспособного возраста (15—64 лет) 76 были экономически активными, 34 — неактивными (показатель активности — 69,1 %, в 1999 году было 73,5 %). Из 76 активных жителей работали 72 человека (38 мужчин и 34 женщины), безработных было 4 (2 мужчины и 2 женщины). Среди 34 неактивных 13 человек были учениками или студентами, 15 — пенсионерами, 6 были неактивными по другим причинам.

## Достопримечательности
- Замок Левресе (1750 год). Исторический памятник с 2000 года[3]